# Asparrena
Asparrena község Spanyolországban, Arabában. Lakosainak száma 1611 fő (2024).

## Földrajza
Asparrena Salvatierra/Agurain, San Millán, Oñati, Zalduondo és Ziordia községekkel határos.

## Népesség
A település lakosságának változását az alábbi diagram mutatja:
| Lakosok száma | 1585 | 1581 | 1583 | 1644 | 1684 | 1652 | 1630 | 1614 | 1633 | 1611 |
|               | 2001 | 2004 | 2006 | 2009 | 2011 | 2014 | 2016 | 2019 | 2021 | 2024 |